# معسكر كيراتيرم
معسكر كيراتيرم يشار إليه بـ معسكر الموت أنشأه جيش جمهورية صرب البوسنة وقُوات الشرطة بالقرب من مدينة برييدور شمال البوسنة والهرسك خلال حرب البوسنة والهرسك. واستُخدم هذا المعسكر لجمع وحصر ما بين 1000 إلى 1500 من المدنيين البوشناق والكرواتيين البوسنيين.

## المعسكر
يقع هذا المعسكر في موقع مصنع للـ سيراميك، تمامًا خارج مدينة برييدور. ووفقًا للتقارير، يتم احتجاز السجناء في أربع قاعات، كانت تستخدم سابقًا كمخازن لمصنع السيراميك. ولقد كان ساكنو معسكر كيراتيرم جميعهم من المساجين الذكور. وتمت الإشارة إلى أن غالبية الرجال المحتجزين داخل المعسكر تتراوح أعمارهم من 15 إلى 60 عامًا. ومع ذلك، في منتصف يوليو 1992، تم إحضار ما يقرب من 12 إلى 15 سيدة بوشناقية إلى معسكر كيراتيرم، وتعرضن للاغتصاب ثم تم نقلهن إلى معسكر أومارسكا. وكانت نسبة 85% من كافة المساجين من البوشناق؛ في حين حوالي 15% منهم من الكرواتيين البوسنيين.
ووفقًا للائحة الاتهام، تعرض المعتقلون، من بين أمور أخرى، لـ العنف الجسدي، والإهانة المستمرة، والإذلال، وظروف غير إنسانية، والخوف من الموت. وكان الضرب المبرح أمرًا شائع الحدوث هناك. وتستخدم كافة أنواع الأسلحة خلال عمليات الضرب هذه، بما في ذلك الهراوات الخشبية، والقضبان المعدنية، ومضارب البيسبول، وكابلات صناعية سميكة تشتمل على كرات معدنية مثبتة في نهايتها بأطوال مختلفة، ومؤخرات البنادق، والأسلحة البيضاء. وارتكبت أعمال القتل، والضرب، والاعتداءات الجنسية وغيرها من الممارسات القاسية والمهينة.

## محاكمات جرائم الحرب
منذ ذلك الحين، أدين مسؤولو جمهورية صرب البوسنة المسؤولون عن إدارة المعسكر لارتكابهم إبادة جماعية، وجرائم ضد الإنسانية وجرائم حرب. وثبتت إدانة دوشكو كنيجيفيتش لارتكابه جريمة جنائية تتمثل في جرائم ضد الإنسانية وحكم عليه بالسجن مدة طويلة تصل إلى 31 عامًا. كذلك، ثبتت إدانة زيليكو ميجاكيتش لارتكابه مخالفة جنائية تتمثل في جرائم ضد الإنسانية وحكم عليه بالسجن مدة طويلة تصل إلى 21 عامًا. واعترف دوشكو سيكيريتشا، قائد معسكر كيراتيرم، بأنه مذنب في تهمة ارتكابه جرائم ضد الإنسانية وحكم عليه بالسجن مدة خمسة عشر عامًا. وفي نفس السياق، تمت إدانة دوشان فوستار للمشاركة، بالعمل أو الامتناع عن العمل، في عمل إجرامي مشترك وحكم عليه بالسجن 9 سنوات لـ «عدم ممارسته سلطته بمنع ارتكاب هذه الجرائم.» أما بالنسبة لـ بريدراغ بانوفيتش الذي اعترف بأنه مذنب في 25 تهمة، فحكم عليه بالسجن ثماني سنوات. وحكم على دامير دوشين بالسجن مدة خمس سنوات. كذلك، حكم على دراغان كولونجيا بالسجن ثلاث سنوات.

## وصلات خارجية
- Keraterm case
- Concentration camps in Bosnia
- Radovan Karadzic $5 million Reward - The U.S. Government is offering $5 million reward for information leading to the arrest of Radovan Karadzic
- Ratko Mladic $5 million Reward - The U.S. Government is offering $5 million reward for information leading to the arrest of Ratko Mladic